# Dobršnik
Dobršnik je gorski potok, ki izvira na južnih pobočjih Hruškega vrha (1776) v Karavankah. V naselju Hrušica (pri Jesenicah) se kot levi pritok izliva v Savo Dolinko.
Potok Dobršnik je izdolbel ozko in globoko, 1 km dolgo sotesko. Potok obdajajo številna korita, slapovi in tolmuni. Desna stran soteske je prepadna in krušljiva, leva pa strma in poraščena z gozdom. V soteski je osem slapov, višina najvišjega pa je 22 metrov. Že leta 1910 je bila po soteski zgrajena turistična pot, ki pa je le deloma obnovljena. Avgusta 2022 je bila po njej odprta ferata Dobršnik, ki sta jo sofinancirali občini Jesenice in Kranjska gora, po meji katerih poteka.